# Спирово (Череповецкий район)
Спирово — деревня в Череповецком районе Вологодской области.
Входит в состав Коротовского сельского поселения, с точки зрения административно-территориального деления — в Коротовский сельсовет.
Расстояние до районного центра Череповца по автодороге — 59 км, до центра муниципального образования Коротово по прямой — 9 км. Ближайшие населённые пункты — Песье, Горка, Бочейно.
По переписи 2002 года население — 17 человек.